# Caliciopsis pinea
Espèce
Caliciopsis pinea est une espèce de champignons ascomycètes de la famille des Coryneliaceae.
Ce champignon phytopathogène, présent en Europe et en Amérique du Nord, parasite diverses espèces de pins chez lesquels il provoque une maladie connue sous le nom de « chancre caliciopsien ».